# Shōhei Ikeda
Shōhei Ikeda (池田 昇平?, Ikeda Shōhei; Shizuoka, 27 aprile 1981) è un ex calciatore giapponese, di ruolo difensore.

## Carriera
Ha partecipato ai Mondiali Under-20 del 2001.

## Palmarès

### Club

#### Competizioni nazionali
- Coppa dell'Imperatore: 1

Shimizu S-Pulse: 2001
- Supercoppa del Giappone: 2

Shimizu S-Pulse: 2001, 2002

#### Competizioni internazionali
- Coppa delle Coppe dell'AFC: 1

Shimizu S-Pulse: 1999-2000

### Nazionale
- Giochi asiatici: 1

2002

### Individuale
- Premio Fair-Play del campionato giapponese: 1

2003